# Криптосистема Боне — Го — Ниссима
Криптосистема Боне — Го — Ниссима — частично гомоморфная криптосистема, являющаяся модификацией криптосистемы Пэйе и криптосистемы Окамото — Утиямы. Разработана Дэном Боне совместно с Ю Чжин Го и Коби Ниссимом в 2005 году. Основывается на конечных группах составного порядка и билинейных спариваний на эллиптических кривых; система позволяет оценить многовариантные квадратичные полиномы на шифротекстах (например, дизъюнктивная нормальная форма второго порядка (2-ДНФ)).
Система обладает аддитивным гомоморфизмом (поддерживает произвольные добавления и одно умножение (за которым следуют произвольные добавления) для зашифрованных данных).
Используемый в криптосистеме БГН алгоритм основан на задаче Бернсайда..

## Алгоритм работы
Как и все системы гомоморфного шифрования, КБГН включает следующие процессы: Генерация ключа, шифрование и расшифрование.
Конструкция использует некоторые конечные группы составного порядка, которые поддерживают билинейное отображение. Используются следующие обозначения:
1. {\displaystyle \mathbb {G} } и {\displaystyle \mathbb {G} _{1}}- две циклические группы конечного порядка {\displaystyle {n}}.
2. {\displaystyle {g}} — генератор {\displaystyle \mathbb {G} }.
3. {\displaystyle {f}} — билинейное отображение {\displaystyle {f}:\mathbb {G} \times \mathbb {\mathbb {G} } \rightarrow \mathbb {G} _{1}}. Другими словами, для всех {\displaystyle {u},{v}\in \mathbb {G} } и {\displaystyle {a},{b}\in \mathbb {Z} } мы имеем {\displaystyle {f}({u}^{a},{v}^{b})={f}({u},{v})^{{a}{b}}}. Мы также требуем выполнение условия : {\displaystyle {f}({g},{g})} является генератором {\displaystyle \mathbb {G} _{1}}

Мы говорим, что {\displaystyle \mathbb {G} } — билинейная группа, если существует группа {\displaystyle \mathbb {G} _{1}} и билинейное отображение, определённое выше.

### Генерация ключа
Генерация_Ключа({\displaystyle \tau }):
- Подавая на вход параметр безопасности {\displaystyle \tau \in \mathbb {Z} ^{+}}, вычисляем алгоритм {\displaystyle X(\tau )}, чтобы получить кортеж {\displaystyle ({q}_{1},{q}_{2},\mathbb {G} ,\mathbb {G} _{1},{f})}. Алгоритм работает следующим образом:
  1. Сгенерируем два случайных {\displaystyle \tau } — битовых числа {\displaystyle {q}_{1}} и {\displaystyle {q}_{2}} и положим {\displaystyle {n}={q}_{1}{q}_{2}\in \mathbb {Z} }.
  2. Создадим билинейную группу {\displaystyle \mathbb {G} } порядка {\displaystyle {n}}, где {\displaystyle {n}} > 3 — заданное число, которое не делится на 3:
    1. Найдём наименьшее натуральное число {\displaystyle \ell \in \mathbb {Z} } , такое что {\displaystyle {p}=\ell {n}-1} — простое число и {\displaystyle {p=3{\bmod {4}}}}.
    2. Рассмотрим группу точек на эллиптической кривой {\displaystyle {y^{2}=x^{3}+x}} определённую над {\displaystyle \mathbb {F} _{p}}. Поскольку {\displaystyle {p=3{\bmod {4}}}} кривая имеет {\displaystyle {p}+1=\ell {n}} точек в {\displaystyle \mathbb {F} _{p}}. Поэтому группа точек на кривой имеет подгруппу порядка {\displaystyle {n}}, которую обозначим через {\displaystyle \mathbb {G} }.
    3. Пусть {\displaystyle \mathbb {G} _{1}} подгруппа в {\displaystyle \mathbb {F} _{{p}^{2}}^{*}}порядка {\displaystyle {n}}. Модифицированный алгоритм спаривания Вейля (Спаривание Вейля является билинейным, кососимметричным, невырожденным отображением[8][4][9][10]) на кривой выдаёт билинейное отображение {\displaystyle {f}:\mathbb {G} \times \mathbb {\mathbb {G} } \rightarrow \mathbb {G} _{1}}, удовлетворяющее заданным условиям

  3. На выходе получим {\displaystyle ({q}_{1},{q}_{2},\mathbb {G} ,\mathbb {G} _{1},{f})}.
- Пусть {\displaystyle {n}={q}_{1}\times {q}_{2}}. Выберем два случайных генератора {\displaystyle {g},{u}{\xleftarrow {R}}\mathbb {G} } и определим {\displaystyle {h}}, как {\displaystyle {h}={u}^{q_{2}}}. Тогда {\displaystyle {h}} это случайный генератор подгруппы {\displaystyle \mathbb {G} } порядка {\displaystyle {q_{1}}}. Открытый ключ : {\displaystyle {O}{K}=({n},\mathbb {G} ,\mathbb {G_{1}} ,{f},{g},{h})}. Закрытый ключ : {\displaystyle {S}{K}={q_{1}}}.[11][7]

### Шифрование
Шифр({\displaystyle OK,M}):
Мы предполагаем, что пространство сообщений состоит из целых чисел в наборе {\displaystyle \{0,T\}}. Чтобы зашифровать сообщение {\displaystyle M} с помощью открытого ключа {\displaystyle OK} выбираем случайный параметр {\displaystyle {r}{\xleftarrow {R}}\{0,1,...,{n}-1\}} и вычисляем
{\displaystyle {C}={g}^{M}{h}^{r}\in \mathbb {G} } .
Полученный результат и есть шифротекст.

### Расшифрование
Расшифр({\displaystyle SK,C}):
Чтобы расшифровать шифротекст используя закрытый ключ {\displaystyle SK=q_{1}}, рассмотрим следующее выражение
{\displaystyle {C}^{q_{1}}=({g}^{M}{h}^{r})^{q_{1}}=({g}^{q_{1}})^{M}} .
Пусть {\displaystyle {\hat {g}}={g}^{q_{1}}} . Чтобы восстановить {\displaystyle {M}} достаточно вычислить дискретный логарифм {\displaystyle {C}^{q_{1}}} по основанию {\displaystyle {\hat {g}}}.
Дешифрование в этой системе занимает полиномиальное время в размере пространства сообщений.

## Примеры

### Пример работы алгоритма
Сначала мы выбираем два различных простых числа
{\displaystyle {{q}_{1}=7}} {\displaystyle {{q}_{2}=11}}.
Вычислим произведение
{\displaystyle {{n}={q}_{1}{q}_{2}=7\times 11=77}}.
Далее мы строим группу эллиптических кривых с порядком {\displaystyle {n}}, которая имеет билинейное отображение. Уравнение для эллиптической кривой
{\displaystyle {y^{2}=x^{3}+x}}
которое определяется над полем {\displaystyle \mathbb {F} _{p}} для некоторого простого числа {\displaystyle {p=3{\bmod {4}}}}. В этом примере мы устанавливаем
{\displaystyle {p=307}}.
Следовательно, кривая суперсингулярна с #{\displaystyle {(E(p))=p+1=308}} рациональными точками, которая содержит подгруппу {\displaystyle \mathbb {G} } с порядком {\displaystyle {{n}=77(=308/4)}} . В группе {\displaystyle \mathbb {G} } мы выбираем два случайных генератора
{\displaystyle {g=[182,240]}}, {\displaystyle {u=[28,262]}}
где эти два генератора имеют порядок {\displaystyle {n}} и вычислим
{\displaystyle {h=u^{q_{2}}=[28,262]^{11}=[99,120]}}
где {\displaystyle {h}} порядка {\displaystyle {q_{1}=7}}. Мы вычисляем зашифрованный текст сообщения
{\displaystyle {M}{=2}} .
Возьмём {\displaystyle {r=5}} и вычислим
{\displaystyle {C={g}^{M}{h}^{r}=[182,240]^{2}\oplus [99,120]^{5}=[256,265]}}.
Для расшифровки мы сначала вычислим
{\displaystyle {\hat {g}}={g^{q_{1}}=[182,240]^{7}=[146,60]}}
и
{\displaystyle {C}^{q_{1}}=({g}^{M}{h}^{r})^{q_{1}}=({g}^{q_{1}})^{M}={[256,265]^{7}=[299,44]}}.
Теперь найдём дискретный логарифм, перебирая все степени {\displaystyle {\hat {g}}={g}^{q_{1}}} следующим образом
{\displaystyle {\hat {g}}^{1}={[146,60]}}
{\displaystyle {\hat {g}}^{2}={[299,44]}}
{\displaystyle {\hat {g}}^{3}={[272,206]}}
{\displaystyle {\hat {g}}^{4}={[191,151]}}
{\displaystyle {\hat {g}}^{5}={[79,171]}}
{\displaystyle {\hat {g}}^{6}={[79,136]}}
{\displaystyle {\hat {g}}^{7}={[191,156]}}
{\displaystyle {\hat {g}}^{8}={[272,101]}}
{\displaystyle {\hat {g}}^{9}={[299,263]}}
{\displaystyle {\hat {g}}^{10}={[146,247]}}
{\displaystyle {\hat {g}}^{11}={\infty }}.
Обратите внимание, что {\displaystyle {\hat {g}}^{2}={C^{q_{1}}}}. Следовательно, расшифровка зашифрованного текста равна {\displaystyle {2}}, что соответствует исходному сообщению.

### Оценка 2-ДНФ
Частично гомоморфная система позволяет оценить 2-ДНФ.
На входе: У Алисы есть 2-ДНФ формула {\displaystyle \phi (x_{1},...,x_{n})=\lor _{i=1}^{k}(l_{i,1}\land l_{i,2})}, а у Боба есть набор переменных {\displaystyle {a=a_{1},...,a_{n}\in \{0,1\}^{n}}} . Обе стороны на входе содержат параметр безопасности {\displaystyle \tau }.
1. Боб выполняет следующие действия:
  1. Он исполняет алгоритм Генерация_Ключа({\displaystyle \tau }), чтобы вычислить {\displaystyle {O}{K},{SK}} и отправляет {\displaystyle {O}{K}} Алисе.
  2. Он вычисляет и отправляет Шифр({\displaystyle {O}{K},{a_{j}}}) для {\displaystyle {j=1,...,n}}.
2. Алиса выполняет следующие действия:
  1. Она выполняет арифметизацию {\displaystyle \Phi (\phi )} заменяя «{\displaystyle \lor }» на «{\displaystyle +}», «{\displaystyle \land }» на «{\displaystyle \times }» и «{\displaystyle {\bar {x_{j}}}}» на «{\displaystyle (1-x_{j})}».Отметим, что {\displaystyle \Phi } это полином степени 2.
  2. Алиса вычисляет шифрование {\displaystyle {r}\times \Phi ({a})} для случайно выбранного {\displaystyle {r}} используя гомоморфные свойства системы шифрования. Результат отправляется Бобу.
3. Если Боб получает шифрование «{\displaystyle 0}», он выводит «{\displaystyle 0}»; в противном случае, он выводит «{\displaystyle 1}».[13]

## Гомоморфные свойства
Система является аддитивно гомоморфной. Пусть {\displaystyle ({n},\mathbb {G} ,\mathbb {G_{1}} ,{f},{g},{h})} — открытый ключ. Пусть {\displaystyle {C_{1}},{C_{2}}\in \mathbb {G} _{1}} — шифротексты сообщений {\displaystyle {m_{1}},{m_{2}}\in \{0,1\}} соответственно. Любой может создать равномерно распределённое шифрование {\displaystyle {m_{1}}+{m_{2}}{\bmod {n}}} вычисляя произведение {\displaystyle {C}={C_{1}}{C_{2}}{h}^{r}} для случайного чила {\displaystyle {r}} в диапазоне {\displaystyle \{0,1,...,{n}-1\}}.
Более важно то, что любой может умножить два зашифрованных сообщения один раз, используя билинейное отображение. Определим {\displaystyle {g_{1}}={f}({g},{g})} и {\displaystyle {h_{1}}={f}({g},{h})} . Тогда {\displaystyle {g_{1}}} порядка {\displaystyle {n}}, а {\displaystyle {h_{1}}} порядка {\displaystyle {q_{1}}}. Кроме того, для некоторого (неизвестного) параметра {\displaystyle \alpha \in \mathbb {Z} }, напишем {\displaystyle {h}={g}^{\alpha {q_{2}}}} . Предположим, что нам известны два шифротекста {\displaystyle {C_{1}}={g}^{m_{1}}{h}^{r_{1}}\in \mathbb {G} }, {\displaystyle {C_{2}}={g}^{m_{2}}{h}^{r_{2}}\in \mathbb {G} }. Чтобы построить шифрование произведения {\displaystyle {m_{1}}\times {m_{2}}{\bmod {n}}}, выберем случайное число {\displaystyle {r}\in \mathbb {Z_{n}} } и положим {\displaystyle {C}={f}({C_{1}},{C_{2}}){h_{1}^{r}}\in \mathbb {G} _{1}}. Получаем {\displaystyle {C=f(C_{1},C_{2})h_{1}^{r}=f(g^{m_{1}}h^{r_{1}},g^{m_{2}}h^{r_{2}})h_{1}^{r}=g^{m_{1}m_{2}}h^{m_{1}r_{2}+r_{2}m_{1}+\alpha q_{2}r_{1}r_{2}+r}=g_{1}^{m_{1}m_{2}}h_{1}^{\tilde {r}}}\in \mathbb {G} _{1}}, где{\displaystyle {{\tilde {r}}=m_{1}r_{2}+r_{2}m_{1}+\alpha q_{2}r_{1}r_{2}+r}} — распределено равномерно в {\displaystyle \mathbb {Z_{n}} }, как и необходимо.
Таким образом, {\displaystyle {C}} является равномерно распределённым шифрованием {\displaystyle {m_{1}}\times {m_{2}}{\bmod {n}}}, но только в группе {\displaystyle \mathbb {G} _{1}}, а не в {\displaystyle \mathbb {G} } (поэтому допускается только одно умножение).

## Стойкость системы
Стойкость данной схемы основана на задаче Бернсайда: зная элемент группы составного порядка {\displaystyle {n}={q}_{1}{q}_{2}}, невозможно определить его приналежность к подгруппе порядка {\displaystyle {q_{1}}}.
Пусть {\displaystyle \tau \in \mathbb {Z} ^{+}}, а {\displaystyle ({q}_{1},{q}_{2},\mathbb {G} ,\mathbb {G} _{1},{f})} — кортеж, созданный {\displaystyle X}, где {\displaystyle {n}={q}_{1}{q}_{2}}. Рассмотрим следующую задачу. Для заданного {\displaystyle ({n},\mathbb {G} ,\mathbb {G} _{1},{f})} и элемента {\displaystyle {x}\in \mathbb {G} }, выведем «{\displaystyle 1}», если порядок {\displaystyle {x}} равен {\displaystyle {q_{1}}}, в противном случае, выведем «{\displaystyle 0}». Другими словами, без знания факторизации группы порядка {\displaystyle {n}}, необходимо узнать, находится ли элемент {\displaystyle {x}} в подгруппе группы {\displaystyle \mathbb {G} }. Данная задача называется задачей Бёрнсайда.
Понятно, что если мы можем учесть групповой порядок {\displaystyle {n}} в криптосистеме, то мы знаем закрытый ключ {\displaystyle {q_{1}}}, и в результате система взломана. Кроме того, если мы можем вычислить дискретные логарифмы в группе {\displaystyle \mathbb {G} }, то мы можем вычислить {\displaystyle {q_{2}}} и {\displaystyle {q_{1}=n/q_{2}}}. Таким образом, необходимые условия для безопасности: сложность факторинга {\displaystyle {n}} и сложность вычисления дискретных логарифмов в {\displaystyle \mathbb {G} }.